# Nesophontes
Genre
Le genre Nesophontes, le seul de la famille des Nesophontidae, comprend plusieurs espèces américaines, sortes de musaraignes, toutes éteintes.

## Classification
Ce genre a été créé en 1916 par le mammalogiste américain Harold Elmer Anthony (1890-1970).
Classification plus détaillée selon le Système d'information taxonomique intégré (SITI ou ITIS en anglais) :
 Règne : Animalia ; sous-règne : Bilateria ; infra-règne : Deuterostomia ; Embranchement : Chordata ; Sous-embranchement : Vertebrata ; infra-embranchement : Gnathostomata ; super-classe : Tetrapoda ; Classe : Mammalia ; Sous-classe : Theria ; infra-classe : Eutheria ; ordre : Soricomorpha ; famille : Nesophontidae.
Traditionnellement, les espèces de ce genre sont classées dans l'ordre des Insectivora, un regroupement qui est progressivement abandonné au XXIe siècle.

## Liste d'espèces
Selon Mammal Species of the World (version 3, 2005)  (2 décembre 2014), Catalogue of Life (2 décembre 2014) et ITIS (2 décembre 2014) :
- † Nesophontes edithae Anthony, 1916
- † Nesophontes hypomicrus Miller, 1929
- † Nesophontes longirostris Anthony, 1919
- † Nesophontes major Arredondo, 1970
- † Nesophontes micrus G. M. Allen, 1917
- † Nesophontes paramicrus Miller, 1929
- † Nesophontes submicrus Arredondo, 1970
- † Nesophontes superstes Fischer, 1977
- † Nesophontes zamicrus Miller, 1929